# Симонов Віктор Альбертович
Симонов Віктор Альбертович — російський мандрівник, спортсмен, полярний гід-провідник, виконавчий директор федерації їздового спорту Республіки Карелія. Організатор і керівник експедицій і турів в Арктику, на Кавказ, Сибір і Забайкалля. Майстер спорту з лижного туризму, директор туристичного комплексу і розплідника північних їздових собак «Скіфи Тур» (Карелія), основним профілем якого є підготовка арктичних експедицій і турів. Більше п'ятнадцяти раз був на Північному полюсі. Засновник і основний організатор перших у Росії міжнародних перегонів на собачих упряжках на середні дистанції «По землі Сампо». У квітні 2013 року вирушив у тривалу експедицію по Арктиці через Північний полюс на собачих упряжках разом з відомим російським мандрівником Федором Конюховим. У 2016 році в Карелії створив Центр Арктичної підготовки і став експедиційним лідером навчань спецназу ВДВ на Північному полюсі.
Віктор Симонов народився 3 листопада 1966 року в р. Майкоп (Краснодарський край). Батько — Симонов Альберт Вікторович — військовослужбовець, мати — Елеонора Броніславівна — лікар. У школі він найбільше полюбив географію і фізкультуру, улюбленим заняттям був туризм. Після демобілізації батька сім'я Симоновых залишилася в Карелії, а Віктор згодом зайнявся організацією та участю експедицій та турів по Арктиці. Заснував тренувальний табір з розплідником північних їздових собак і на його базі — туристичну компанію. Має вищу освіту — закінчив Петрозаводский педагогічний інститут (природничо-географічний факультет).

## Діяльність

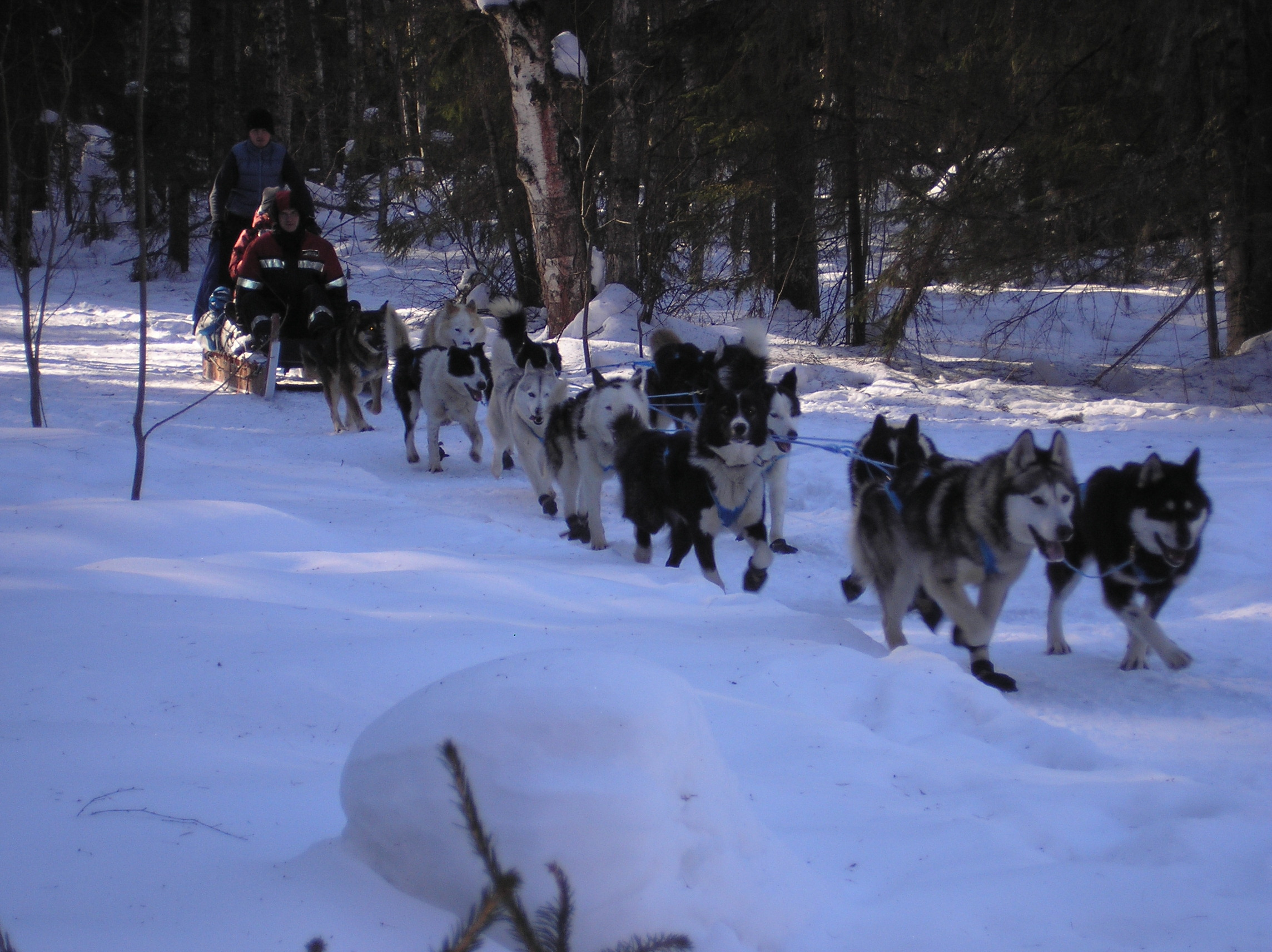
Тренування їздових собак і випробування експедиційних нарт перед походом на Північний полюс. Тренувальна траса комплексу «Скіфи Тур»

### Тренувально-туристичний комплекс
Тренувально-туристичний комплекс з розплідником їздових собак «Скіфи Тур» Віктор Симонов заснував у 2006 році. На відміну від звичайних туристичних комплексів, крім стандартних послуг, на базі організовуються літні і зимові види екстремального туризму, найчастіше з використанням собак як взимку, так і влітку (драйленд). На базі комплексу на спеціальних трасах спортсмени здійснюють тренування за специфічними видами спорту. На базі розплідника регулярно проводяться заходи по канистерапии (нетрадиційного лікування за допомогою собак) для людей з обмеженими можливостями та вихованців спецшкіл та дитячих будинків. Кінологи розплідника виховують і тренують собак північних їздових порід, готують їх до змагань і експедиціям. Випробовується спеціальне обладнання і спорядження.

### Гонки на собачих упряжках
У 2012 році вперше в Росії відбулися міжнародні перегони на собачих упряжках на середні дистанції «По землі Сампо». Основним ініціатором та організатором змагань був Віктор Симонов, а співробітники «Скіфи Тур» брали участь у технічному здійсненні ідеї та підготовці гоночних трас. У 2013 році статус гонки підвищився і був проведений вже етап Кубка Світу з участю іноземних спортсменів, суддів та спостерігачів. Основні засновники перегонів Уряд Республіки Карелія і адміністрація Пряжинского району Карелії, ТОВ «Скіфи Тур». Напутнє послання учасникам і організаторам перегонів в 2013 році надіслав Президент Російської Федерації Ст. Ст. Путін.

### Арктична експедиція 2013 року
Віктор Симонов і Федір Конюхов протягом двох років готувалися до тривалої арктичної експедиції через Північний полюс до південного краю острова Гренландія. Підготовка людей, собак і спорядження проводилася на базі комплексу Віктора Симонова «Скіфи Тур». На початку квітня 2013 року мандрівники і 12 собак з розплідника здійснили старт експедиції, під час якої додатково були проведені наукові досліди та випробовування сучасного обладнання, в тому числі і російського виробництва.

### Полярні вчення Міністерства Оборони
З 2014 року Віктор Симонов і собаки його розплідника беруть участь у спільних навчаннях спецназу ВДВ Російської Армії і Російського Географічного товариства у районі географічного Північного полюса. Навчання складаються з декількох операцій: десантування в районі Північного полюса, виживання в умовах екстремальних холодів, марш-кидки на лижах по крижаних полів і торосам, використання у багатокілометровому марші собачих упряжок. В рамках теми навчань «Порятунок терплять лихо людей в заполярній місцевості» заняття проводили експерти Російського Географічного товариства. З карельського розплідника в район навчань доставляються спеціально навчені полярні собаки, що пройшли підготовку в умовах Крайньої Півночі для швидкого переміщення по складній місцевості з корисним вантажем.
У 2016 році під головуванням Віктора Симонова був створений Центр арктичної підготовки при Карельської регіональної громадської організації з розвитку експедиційної та дослідницької діяльності в Арктиці «Північний полюс».

### Плани
У найближчих планах Віктора Симонова взяти участь у всесвітньо відомої гонки на собачих упряжках «Айдітарод» (Аляска), а також провести на території Карелії Чемпіонат Світу по їздовому спорту в 2019 році.

## См. також
- По землі Сампо
- Боярський, Віктор Ілліч
- Чилінгаров, Артур Миколайович
- Експедиція Федора Конюхова і Віктора Симонова